# Occupe-toi d'Amélie (film, 1949)
Pour les articles homonymes, voir Occupe-toi d'Amélie (homonymie).
Pour plus de détails, voir Fiche technique et Distribution.
Occupe-toi d'Amélie  est un film français réalisé par Claude Autant-Lara, sorti en 1949, adapté de la pièce éponyme de Georges Feydeau.

## Synopsis
Étienne entretient la ravissante cocotte Amélie d'Avranches. Son ami Marcel Courbois, amant d'une femme mariée, l'ancienne patronne d'Amélie, ne pourra toucher un héritage que lorsqu'il sera marié. Un faux mariage est organisé. Marcel épouse Amélie, mais Étienne, pensant qu'ils l'ont trompé, s'arrange pour que le mariage ait vraiment lieu.

## Fiche technique
- Titre : Occupe-toi d'Amélie
- Réalisation : Claude Autant-Lara
- Assistante : Ghislaine Autant-Lara
- Scénario et dialogue : Jean Aurenche et Pierre Bost, d'après la pièce éponyme de Georges Feydeau représentée pour la première fois le 15 mars 1908 au Théâtre des Nouveautés, à Paris.
- Décors : Max Douy
- Costumes : Monique Dunand
- Photographie : André Bac
- Cadreur : Jacques Natteau
- Effets spéciaux : Nicolas Wilcké (non crédité)
- Son : William-Robert Sivel
- Montage : Madeleine Gug
- Musique : René Cloërec
- Coiffeur : Alex Archambault
- Maquilleuse : Yvonne Fortuna
- Société de production et de distribution : Lux Compagnie Cinématographique de France
- Producteurs : Pierre Gurgo Salice
- Directeur de production : Louis Wipf
- Nouveau distributeur : Tamasa Distribution
- Pays de production :  France
- Langue originale: français
- Format : noir et blanc — 35 mm — 1,37:1 — son Son mono
- Genre : comédie
- Durée : 95 minutes
- Date de sortie : 
  - France : 22 novembre 1949
- Affiche : Roger Rojac (France)

## Distribution
- Danielle Darrieux : Amélie d'Avranches
- Jean Desailly : Marcel Courbois
- Julien Carette : Pochet, le père d'Amélie
- André Bervil : Étienne, le lieutenant
- Grégoire Aslan : le prince Nicolas de Palestrie
- Roland Armontel : le général Koschnadieff
- Victor Guyau : Van Putzeboom, l'oncle de Marcel
- Louise Conte : Irène
- Charles Deschamps : le maire à la loupe vraie ou fausse
- Marcelle Arnold : la dame en mauve
- Lucienne Granier : Palmyre
- Colette Ripert : Charlotte
- Paul Demange : Mouilletu, le secrétaire de mairie
- Albert Michel : un spectateur
- Richard Francoeur : un spectateur
- Robert Auboyneau : Adonis
- Eugène Yvernès : Bibichon
- Robert Le Béal : Valcreuse
- Primerose Perret : la fleuriste
- Jean Pignol : Boas
- Henry Laverne : le cocher de fiacre
- Palmyre Levasseur : la cuisinière
- Valentine Camax : la tante
- Jean-Pierre Mocky : Joseph Strauss

## Autour du film
Occupe-toi d’Amélie figure parmi les films les plus reconnus d’Autant-Lara. Il y est entouré de ses scénaristes et techniciens habituels, considérés parmi les meilleurs du cinéma français de l’époque : il reforme pour la troisième fois le duo de scénaristes Pierre Bost et Jean Aurenche, représentants de la « qualité française » qui domine la production de cette période et sera tant décriée par les cinéastes de la Nouvelle Vague, retrouve le compositeur René Cloërec, le décorateur Max Douy, sa femme et collaboratrice Ghislaine Auboin tour à tour assistante, scénariste, dialoguiste, le directeur de la photographie André Bac… équipe qui collaborera à la plupart de ses films .
Danielle Darrieux, pour qui les premières années de l’après guerre ont été difficiles, jugera ce film comme celui de sa résurrection et retrouvera ensuite Claude Autant-Lara pour Le Bon Dieu sans confession (1953), Le Rouge et le Noir (1954), Vive Henri IV, vive l'amour (1961).
Sorti le 16 décembre 1949, Occupe-toi d’Amélie ne sera pas repris en salles avant le 28 janvier 2009. N’ayant guère apprécié le film d'Autant-Lara, qui avait à leurs yeux pris trop de libertés dans l’adaptation de l’œuvre de Feydeau, les héritiers de ce dernier s’opposèrent à d’éventuelles exploitations du film. Pourtant, tout comme l’avait fait Feydeau avec sa pièce, le cinéaste réalise une satire de la bourgeoisie menée tambour battant par une pléiade d’acteurs de talent sur un rythme de frénésie vaudevillesque.

## Accueil

### Critique
- « Georges Feydeau n’était déjà pas indulgent. Autant-Lara et ses scénaristes (Aurenche et Bost) le sont encore moins. Plus de frontières entre les personnages sur scène, les acteurs en coulisses et le spectateur dans la vie. Conséquence : nous sommes tous des pantins… Le film annonce La Rose pourpre du Caire, de Woody Allen, avec du vitriol en guise de tendresse. »[5]
- « Le film était invisible depuis des années – depuis sa sortie, en fait – pour de sombres histoires de droits. Occupe-toi d’Amélie ressort, enfin, et c’est un enchantement. Une merveille. Claude Autant-Lara est mort en vieux réactionnaire, on le sait, mais quel talent il avait quand il alignait, coup sur coup, Douce (1943), Le Diable au corps (1947) et, en 1948, ce vaudeville écrit par Feydeau (pas facile de l’adapter au cinéma, celui-là : beaucoup s’y sont cassés les dents), dont il fait, avec l’aide de ses complices habituels – les scénaristes Aurenche et Bost – un héraut anar. Le trio infernal fait tout pour exaspérer les bourgeois, qu’ils imaginent d’ailleurs se révolter : trente ans avant La Rose pourpre du Caire, de Woody Allen, Autant-Lara filme avec jubilation des spectateurs qui montent sur scène et se fondent dans le spectacle, en quelque sorte, afin que ne soit pas profanée l’institution sacrée du mariage…
Dans ce film cinglé, quasi surréaliste, tout se mêle et s’emmêle : les coulisses et le plateau, le théâtre et le cinéma, les acteurs et les personnages. Entre deux répliques, Danielle Darrieux, gouailleuse et tendre, conduit les visiteurs de sa loge à la leur. Et tandis que les techniciens s’affairent à installer le décor, Jean Desailly (qui a des accents à la Christian Clavier, par moments) prend le temps de s’ébouriffer les cheveux, avant de se glisser dans l’hystérie exigée par le rôle. De la distanciation, oui, déjà, mais sans le sérieux qui va généralement avec…
Avec son rythme sans défaut et ses interprètes déchaînés (Carette, notamment, en vieille baderne complaisante…), Occupe-toi d’Amélie risque d’être la grande comédie française 2009… » Pierre Murat[6]
- « Occupe-toi d'Amélie est sans doute le chef-d’œuvre d'Autant-Lara. Le scénario, dans un mouvement d'une folle jeunesse, bouscule les conventions dramatiques, piétine avec une invention joyeuse et ludique les frontières séparant le théâtre et le cinéma, la vie et le spectacle, le rêve et la réalité. » Bertrand Tavernier[7]
- « Après la réussite éclatante du Diable au corps, le cinéaste a besoin de changer de registre et il va signer en 49 la meilleure, la plus originale adaptation de Feydeau jamais portée à l’écran avec Occupe toi d’Amélie où, loin de nier la théâtralité de l’entreprise, il la sublime et fait preuve d’une maestria étourdissante, en utilisant toutes les possibilités du cinéma. Ce divertissement subtil et caustique joue sur la frontière, plus fluctuante qu’il n’y paraît, entre réalité et fiction. Le film passe de la salle à la scène, de la scène aux coulisses, des coulisses à la vraie vie, sur un rythme étourdissant, avec quiproquos et critique sociale en prime. C’est le théâtre dans le théâtre, le film dans le film. Un modèle du genre. Parions, sans grand risques, que François Truffaut, cinéphile intégral, s’est souvenu d’Occupe toi d’Amélie en tournant Le Dernier Métro.
Autant-Lara dira souvent d’Occupe toi d’Amélie qui est son film préféré, celui pour lequel il éprouve la plus grande tendresse. Peut-être que le souvenir de son enfance passée dans les coulisses de la Comédie-Française à admirer sa mère, n’est pas étranger à ce choix … Après cette réussite, le cinéaste ne s’attaquera plus jamais à une adaptation théâtrale, sans doute par crainte de ne pas être à la hauteur de ce coup de maître. » Francis Girod[8]

### Box-office
Le film a totalisé 2 130 300 entrées.

## Distinctions
Les décors de Max Douy ont obtenu un prix au Festival de Cannes en 1949.

### Autres adaptations
- Occupe-toi d'Amélie, 1912, d'Émile Chautard
- Occupati d'Amelia, 1925, de Telemaco Ruggeri
- Occupe-toi d'Amélie, 1932, de Richard Weisbach et Marguerite Viel, avec Renée Bartout, Jean Weber, Yvonne Hébert, Raymond Dandy et Aimé Clariond